# السارق: حارس الكنز
السارق: حارس الكنز (بالكورية: 스틸러 – 일곱 개의 조선통보)؛ هو مسلسل تلفزيوني كوري جنوبي، من بطولة جو وون، لي جو-وو، غو هان تشول، كيم جاي وون، وتشوي هوا-جونغ. عرض على قناة تي في إن في 12 أبريل إلى 18 مايو 2023، بث كل يوم الأربعاء والخميس.

## القصة
تدور أحداث المسلسل حول قصة هوانغ داي ميونغ (جو وون)، وهو مسؤول حكومي، يُشتبه به فجأة بعلاقته بلص ممتلكات ثقافية غامض يُعرف باسم Skunk. ثم ينضم إلى فريق غير رسمي لاسترداد الأصول الثقافية يُدعى «كارما» لمطاردة اللص ومحاربة أولئك الذين فوق القانون.

## طاقم
- جوو وون في دور هاونغ داي-ميونغ: موظف مدني من قسم التحقيقات الخاصة بإدارة التراث الثقافي.[8]
- لي جو -وو في دور تشوي مين-وو: ضابطة شرطة من النخبة، يتم تعيينها في فريق التراث الثقافي التابع لوكالة شرطة العاصمة سيئول.[2]
- غو هان تشول في دور جونغ تاي-ان: مؤسس فريق «كارما» وهو القائد السابق لفرقة مكافحة المخدرات التابع لقسم جرائم العنف.[9]
- كيم جاي-وون في دور شين تشانغ-هون: محقق جرائم سابق.[3]
- تشوي هوا جونغ في دور لي تشون-جا: عضوة في فريق «كارما» لديها مهارات قرصنة لا مثيل لها.[2]

## المشاهدات
| الموسم | الموسم | رقم الحلقة | رقم الحلقة | رقم الحلقة | رقم الحلقة | رقم الحلقة | رقم الحلقة | رقم الحلقة | رقم الحلقة | رقم الحلقة | رقم الحلقة | رقم الحلقة | رقم الحلقة  | المتوسط     |
| الموسم | الموسم | 1          | 2          | 3          | 4          | 5          | 6          | 7          | 8          | 9          | 10         | 11         | 12          | المتوسط     |
| ------ | ------ | ---------- | ---------- | ---------- | ---------- | ---------- | ---------- | ---------- | ---------- | ---------- | ---------- | ---------- | ----------- | ----------- |
|        | 1      | 968        | 705        | 764        | 846        | 738        | 651        | 537        | 580        | 511        | 567        | 428        | ستُعلن لاحقًا | ستُعلن لاحقًا |

| الحلقات | تاريخ البث    | تقييمات "نيلسن كوريا" | تقييمات "نيلسن كوريا" |
| الحلقات | تاريخ البث    | على الصعيد الوطني     | سيئول                 |
| ------- | ------------- | --------------------- | --------------------- |
| 1       | 12 أبريل 2023 | 4.678%                | 5.578%                |
| 2       | 13 أبريل 2023 | 3.668%                | 4.397%                |
| 3       | 17 أبريل 2023 | 3.582%                | 3.913%                |
| 4       | 18 أبريل 2023 | 3.766%                | 3.926%                |
| 5       | 26 أبريل 2023 | 3.638%                | 4.224%                |
| 6       | 27 أبريل 2023 | 3.140%                | 3.677%                |
| 7       | 3 مايو 2023   | 2.396%                | 2.951%                |
| 8       | 4 مايو 2023   | 2.225%                | 2.213%                |
| 9       | 10 مايو 2023  | 2.418%                | 2.739%                |
| 10      | 11 مايو 2023  | 2.325%                | 2.521%                |
| 11      | 17 مايو 2023  | 1.939%                | 2.287%                |
| 12      | 18 مايو 2023  |                       |                       |
| متوسط   | متوسط         | —                     | —                     |

## الإنتاج
كان عنوان العمل المبكر للمسلسل هو كارما: السبع عملات لجوسون (بالكورية: 카르마 - 일곱 개의 조선 통보). يتولى إخراج المسلسل تشوي يونغ باي الذي اخرج مسلسل الماوس (2021). ومن كتابة تشوي يونغ ايل. ومن تخطيط إستوديو دراغون وانتاج من قبل كورو القابضة بجانب إستوديو ڤي بلس.

## روابط خارجية
- الموقع الرسمي
 (بالكورية)
- السارق: حارس الكنز على موقع IMDb (الإنجليزية)
- السارق: حارس الكنز على موقع قاعدة بيانات الفيلم (الإنجليزية)
- السارق: حارس الكنز على هانسينما